# Правительство Рейно
Правительство Рейно́ — кабинет министров, правивший Францией 86 дней с 22 марта по 16 июня 1940 года, в период Третьей французской республики, в следующем составе:
- Поль Рейно — председатель Совета министров и министр иностранных дел;
- Камиль Шотан — вице-председатель Совета министров;
- Эдуар Даладье — министр национальной обороны и военный министр;
- Рауль Дотри — министр вооружения;
- Анри Руа — министр внутренних дел;
- Люсьен Лямурё — министр финансов;
- Шарль Помаре — министр труда;
- Альбер Сероль — министр юстиции;
- Сезар Кампинши — военно-морской министр;
- Альфонс Рио — министр торгового флота;
- Лоран Эйнак — министр авиации;
- Альбер Сарро — министр национального образования;
- Альбер Ривьер — министр ветеранов и пенсионеров;
- Поль Теллье — министр сельского хозяйства;
- Анри Кей — министр поставок;
- Жорж Мандель — министр колоний;
- Анатоль де Монзи — министр общественных работ;
- Марсель Эро — министр здравоохранения;
- Альфред Жюль-Жульен — министр почт, телеграфов и телефонов;
- Людовик-Оскар Фроссар — министр информации;
- Луи Роллен — министр торговли и промышленности;
- Жорж Моннэ — министр блокады.

Изменения
- 10 мая 1940
  - Луи Марен и Жан Ибарнегарай входят в Кабинет как государственные министры.

- 18 мая 1940
  - Филипп Петен входит в Кабинет как государственный министр.
  - Рейно наследует Даладье как министр национальной обороны и военный министр.
  - Даладье наследует Рейно как министр иностранных дел.
  - Жорж Мандель наследует Руа как министр внутренних дел.
  - Луи Роллен наследует Манделю как министр колоний.
  - Леон Барети наследует Ролленом как министр торговли и промышленности.

- 5 июня 1940
  - Рейно наследует Даладье как министр иностранных дел, оставаясь также министром национальной обороны и военным министром.
  - Ив Бутилье наследует Лямурё как министр финансов.
  - Ивон Дельбос наследует Сарро как министр национального образования.
  - Людовик-Оскар Фроссар наследует Монзе как министр общественных работ.
  - Жан Прувос наследует Фроссару как министр информации.
  - Жорж Перно наследует Эро как министр здравоохранения, с новым названием министра французской семьи.
  - Альбер Шишери наследует Барети как министр торговли и промышленности.